# Partido di Coronel de Marina Leonardo Rosales
Il partido di Coronel de Marina Leonardo Rosales, spesso partido di Coronel Rosales, è un dipartimento (partido) dell'Argentina facente parte della Provincia di Buenos Aires. Il capoluogo è Punta Alta.

## Toponimia
Il partido è intitolato all'ufficiale della marina militare argentina Leonardo Rosales, eroe della guerra argentino-brasiliana.

## Popolazione
| Popolazione | 24.503 | 43.752  | 54.515  | 59.858 | 59.543 | 60.892 | 62.152 |
| Variazioni  | -      | +78,51% | +24,60% | +9,80% | -0,52% | +2,26% | +2,06% |